# Indicatif régional 806

Carte de l'État du Texas avec les territoires de ses indicatifs régionaux. L'indicatif régional 806 est en blanc.

L'indicatif régional 806 est l'un des multiples indicatifs téléphoniques régionaux de l'État du Texas aux États-Unis.
Cet indicatif dessert les régions du Texas Panhandle et des South Plains, incluant les villes de Amarillo et de Lubbock.
La carte ci-contre indique en blanc le territoire couvert par l'indicatif 806.
L'indicatif régional 806 fait partie du plan de numérotation nord-américain.

## Comtés desservis par l'indicatif
Armstrong, Bailey, Borden, Briscoe, Carson, Castro, Cochran, Collingsworth, Cottle, Crosby, Dallam, Dawson, Deaf Smith, Dickens, Donley, Floyd, Gaines, Garza, Gray, Hale, Hall, Hansford, Hartley, Hemphill, Hockley, Hutchinson, Kent, King, Lamb, Lipscomb, Lubbock, Lynn, Moore, Motley, Ochiltree, Oldham, Parmer, Potter, Randall, Roberts, Sherman, Swisher, Terry, Wheeler et Yoakum

## Villes desservies par l'indicatif
Abernathy, Adrian, Afton, Aiken, Alanreed, Allison, Amarillo, Amherst, Anton, Bledsoe, Booker, Borger, Bovina, Boys Ranch, Briscoe, Brownfield, Bula, Bushland, Cactus, Canadian, Canyon, Channing, Clarendon, Claude, Cotton Center, Crosbyton, Dalhart, Darrouzett, Dawn, Dickens, Dimmitt, Dodson, Dougherty, Dumas, Earth, Edmonson, Enochs, Estelline, Farnsworth, Farwell, Fieldton, Flomot, Floydada, Follett, Friona, Fritch, Gail, Girard, Groom, Gruver, Guthrie, Hale Center, Happy, Hart, Hartley, Hedley, Hereford, Higgins, Idalou, Jayton, Justiceburg, Kerrick, Kress, Lakeview, Lamesa, Lazbuddie, Lefors, Lelia Lake, Levelland, Lipscomb, Littlefield, Lockney, Loop, Lorenzo, Lubbock, Maple, Masterson, Matador, McAdoo, McLean, Meadow, Memphis, Miami, Mobeetie, Morse, Morton, Muleshoe, Nazareth, New Deal, New Home, O'Donnell, Olton, Paducah, Pampa, Panhandle, Pep, Perryton, Petersburg, Plains, Plainview, Posey, Post, Quail, Quitaque, Ralls, Ransom Canyon, Roaring Springs, Ropesville, Samnorwood, Sanford, Seagraves, Shallowater, Shamrock, Silverton, Skellytown, Slaton, Smyer, South Plains, Spade, Spearman, Springlake, Spur, Stinnett, Stratford, Sudan, Summerfield, Sundown, Sunray, Tahoka, Texline, Tokio, Tulia, Turkey, Umbarger, Vega, Waka, Wayside, Welch, Wellington, Wellman, Wheeler, White Deer, Whiteface, Whitharral, Wildorado, Wilson et Wolfforth